# NGC 6828
NGC 6828 is een open sterrenhoop in het sterrenbeeld Arend. Het hemelobject werd op 30 juli 1788 ontdekt door de Duits-Britse astronoom William Herschel. NGC 6828 bevindt zich op 1 graad ten zuiden van Altair (α Aquilae). De helderste component van deze open sterrenhoop is de variabele ster V 1339 Aquilae (HD 187567).